# Ajedrez por computadora

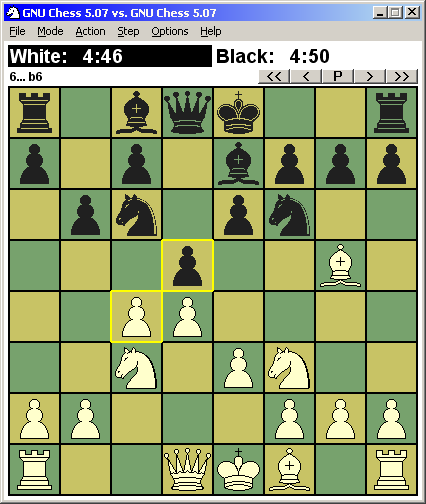
GNU Chess 5.07 en interfaz WinBoard 4.2.7.

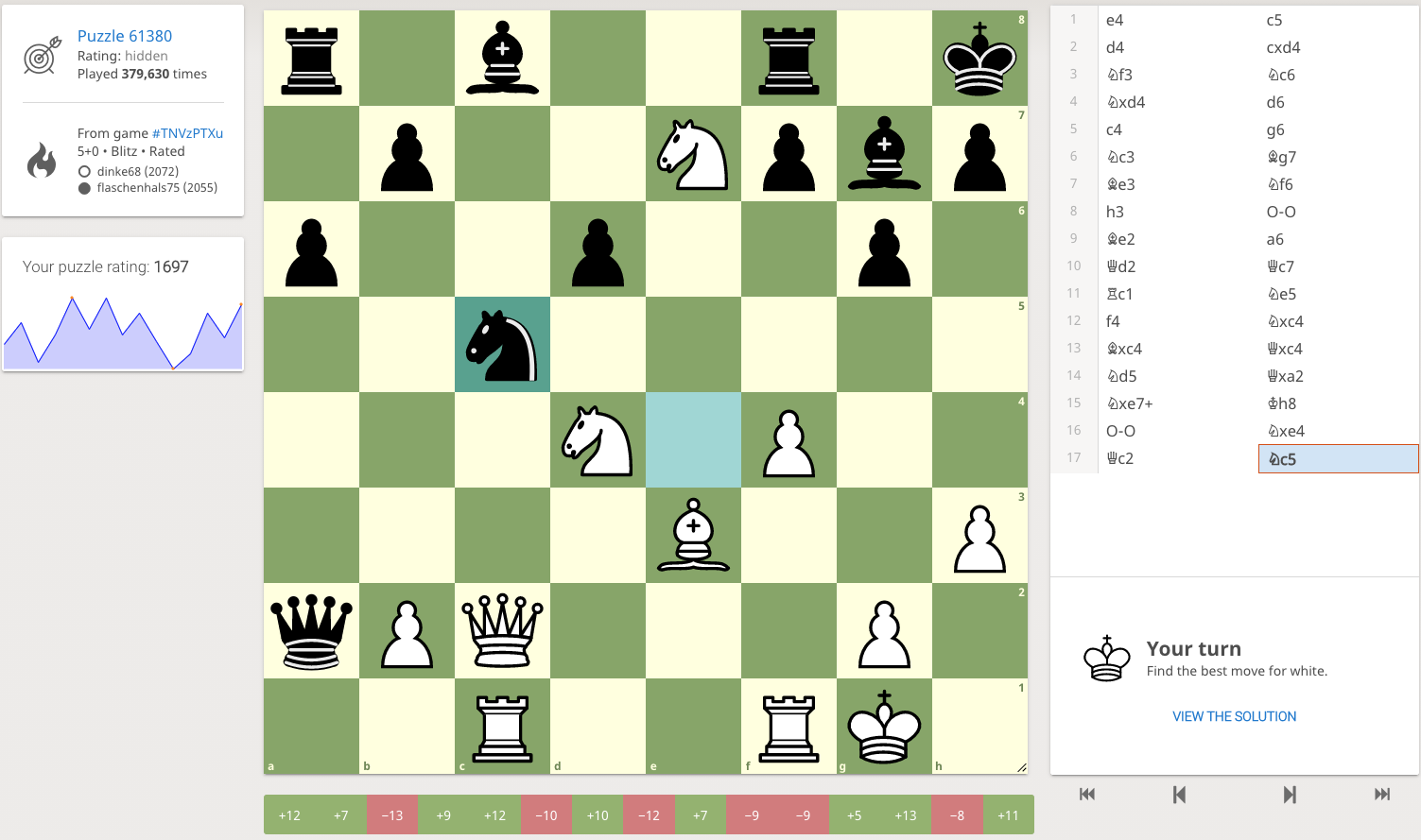
Videojuego Lichess en formato web.

En el siglo XVIII empezó a difundirse la idea de crear una máquina capaz de jugar al ajedrez. En el año 1768 un jugador de ajedrez autómata llamado El Turco se hizo famoso antes de que se descubriera que era un engaño. El español Leonardo Torres Quevedo construyó, en 1912, un autómata capaz de jugar al ajedrez, llamado El Ajedrecista. Después de aquellos  sucesos el tema del ajedrez mecánico no se volvió a mencionar y cayó en el olvido, hasta la aparición de la computadora en la década de los 50. Desde entonces, los aficionados del ajedrez y de la informática han construido máquinas y programas que juegan al ajedrez.
En las últimas décadas del siglo XX y en siglo XXI, las computadoras de ajedrez están disponibles por un precio insignificante, y hay numerosos programas (muchos de software libre, como GNU Chess, Amy, lichess, o Crafty) que pueden jugar al ajedrez en cualquier ordenador personal y derrotar a jugadores profesionales bajo condiciones de torneo, mientras que algunos de entre los mejores programas comerciales de ajedrez, como Shredder, Fritz, Rybka o Fruit, han vencido a muchos jugadores de calibre y varios campeones del mundo en tiempos de control muy cortos y partidas relámpago.

## Origen
Existen varias causas que motivaron la existencia del ajedrez computarizado, como el entretenimiento propio (permitiendo que los jugadores practiquen y se diviertan cuando no hay ningún oponente disponible), también como herramienta o soporte de análisis, para competiciones entre computadoras de ajedrez, y como investigación o abastecimiento del conocimiento humano.
Sin embargo, y a pesar de la sorpresa de muchos, el ajedrez nos ha enseñado muy poco en lo referente a la construcción de máquinas que proporcionen inteligencia humana, o hacer cualquier otra cosa que no sea jugar prodigiosamente al ajedrez. Por esta razón, el ajedrez computarizado, así como también otros muchos juegos, como el Scrabble, no tienen un gran interés académico para los expertos de la inteligencia artificial, siendo éste reemplazado por juegos más intuitivos, como el Go. El funcionamiento de los programas de ajedrez consiste, esencialmente, en explorar un número muy elevado de posibles futuros movimientos y aplicarles una función de evaluación al resultado, mientras que las computadoras de Go desafían a los programadores a idear nuevos enfoques y estrategias de juego.
Las tácticas basadas en la fuerza bruta son prácticamente inútiles para la mayoría de problemas que han afrontado los investigadores de la IA. El estilo de juego de un programa de ajedrez se diferencia en gran medida del estilo de juego humano, ya que la elección del movimiento a jugar es totalmente distinta. En algunos juegos de estrategia, las computadoras suelen vencer fácilmente la gran mayoría de partidas, mientras que en otros, los principiantes vencen a las máquinas sin mayor esfuerzo. En el ajedrez, el resultado de la fusión de las habilidades de los expertos, con los programas de ajedrez, es mayor que el de cualquiera de los dos a solas.

## Estrategia contra fuerza bruta
El primer artículo sobre el tema fue escrito por Claude Shannon, y publicado en 1950, antes de la existencia de una computadora que jugara al ajedrez, y predijo acertadamente las dos posibles principales formas de búsqueda de cualquier programa, a las que nombró de 'Tipo A', y de 'Tipo B'.
Los programas 'Tipo A', más rudimentarios, utilizarían una búsqueda basada en la "fuerza bruta", los cuales examinarían todas posibles posiciones de cada rama del árbol de movimientos usando el algoritmo minimax. Shannon creyó que esto sería muy poco práctico por dos razones:
- Primero, con aproximadamente 30 movimientos posibles en una posición típica de medio juego, Shannon predijo que buscando las 306 (más de 700.000.000) posiciones contenidas en los primeros tres movimientos (de ambos bandos, lo que son 6 plies), tardaría aproximadamente 16 minutos, incluso en el caso "muy optimista" que el programa evaluara un millón de posiciones por segundo. Después de esta conjetura, se tardó alrededor de 40 años para conseguir esa velocidad.

- Segundo, se ignoraba el problema de la latencia, ya que el programa trata de evaluar la posición resultante después de todo el intercambio de piezas ocurrido durante todos esos movimientos al final de cada rama del árbol. Los programas de 'Tipo A' funcionan así, pero el inconveniente es que se incrementa enormemente el número de posiciones necesarias para el análisis, y de este modo el programa se relentizaba todavía más.

En vez de este gastar la potencia de proceso examinando movimientos malos o triviales, Shannon sugirió que a los programas tipo B utilizarían una especie de "inteligencia artificial estratégica" para solucionar estos problemas en los que únicamente se analizarían solo las mejores jugadas de cada posición, algo parecido a lo que hacen los jugadores humanos. Esto permitiría al programa analizar las líneas significantes de manera más profunda en un tiempo razonable.
Adriaan de Groot entrevistó a varios jugadores de ajedrez de varios niveles y su conclusión fue que tanto los grandes maestros como los principiantes calculan aproximadamente cuarenta o cincuenta posiciones antes de decidir que jugada mover. Lo que realmente diferencia a jugadores expertos de jugadores mediocres es la habilidad del reconocimiento de patrones, que se va adquiriendo con la experiencia. Esto permite analizar más profundamente las mejores líneas y no perder el tiempo con otras peores. Una prueba de ello es que los jugadores de ajedrez recuerdan muchas de las posiciones jugadas en anteriores partidas y aprenden de la experiencia, sin embargo, las computadoras no lo tienen tan fácil.
El problema de los programas 'Tipo B' es que se confía demasiado en que el programa puede decidir qué movimientos son suficientemente buenos para ser dignos de consideración en cualquier posición, siendo un problema mucho más grave que en programas 'Tipo A' con un hardware de gran velocidad.
Uno de los grandes defensores de las computadoras de ajedrez entre los grandes maestros fue el Campeón del mundo de ajedrez Mijaíl Botvínnik, que escribió varios trabajos en la materia. También poseía un doctorado en Ingeniería Eléctrica. Aunque trabajó con hardware relativamente primitivo en la URSS a principios de los años 1960, Botvinnik no tuvo la oportunidad de investigar las técnicas de software de selección de movimientos, en ese momento los ordenadores más potentes podían conseguir tres plies por búsqueda y Botvinnik no tenía tales máquinas. En 1965 Botvinnik fue consejero en el quipo ITEP en el partido de computadoras EE. UU.-URSS.
En 1973, la Universidad de Northwestern, encargada de la creación de programas de Tipo B, dejó de programarlos, pasando al bando de los programas de Tipo A. Fue la creadora de una varios de programas de ajedrez que ganaron los primeros tres torneos ACM Computer Chess Championships (1970-1972). El programa de Tipo A resultante fue "Chess 4.0", ganador del torneo ACM durante 5 años seguidos, además de inaugurar uno de los campeonatos más importantes, el World Computer Chess Championship (WCCC).
Una de las razones por las que realizaron el cambio fue porque encontraban a los programas de Tipo B poco estimulantes durante los torneos, ya que es muy difícil predecir lo que van a mover, y mucho menos el por qué. Otra razón fue que en los programas de Tipo A era mucho más fácil detectar los fallos del programa y depurarlos, y lograron hacer de él un programa lo suficientemente rápido: en el tiempo que solían tomar para decidir los movimientos que eran dignos de ser buscados, era posible buscar todos ellos.
De hecho, Chess 4.0 estableció un paradigma que era y continúa utilizándose en todos los programas de ajedrez actuales. Los programas tipo Chess 4.0 ganaban por la simple razón que sus programas simplemente jugaban un mejor ajedrez. Tales programas no intentaban imitar los procesos de pensamiento humanos, pero confiaban completamente en búsquedas alfa-beta y Negascout. Muchos de tales programas (incluyendo todos los programas actuales) también incluyen una parte selectiva bastante limitada de la búsqueda basada en búsquedas latentes y normalmente extensiones y podado (particularmente podado de movimientos nulos desde los años 1990) que eran lanzadas basadas en ciertas condiciones en un intento de eliminar o reducir los movimientos malos obvios (históricos de movimientos) o investigar nodos interesantes (p.ej. comprobación de extensiones, peones pasados en la séptima fila, etc). Sin embargo, los lanzamiento de extensión y poda tienen que utilizarse con mucho cuidado. Si se sobrextiende el programa gastan demasiado tiempo analizando posiciones sin interés. Si se poda demasiado, hay riesgos de cortar nodos interesantes. Los programas de ajedrez difieren en términos de cómo y qué tipos de reglas de poda y extensión se utilizan así como de la función de evaluación. Se cree que algunos programas son más selectivos que otros (por ejemplo Deep Blue se sabe que es menos selectivo que muchos programas comerciales porque podía permitirse hacer más búsquedas completas), pero todos tienen una base de búsquedas como fundamento y todos tienen componente selectivos (búsqueda-Q, poda/extensiones).
Aunque tales adiciones significa que el programa realmente no examinaría cada nodo dentro de la profundidad de búsqueda (de tal manera que no sería realmente fuerza bruta en ese sentido), los extraños errores debidos a estas búsquedas selectivas se encuentra que consumen en tiempo extra que es ahorrado debido a que se podría aumentar la profundidad. De esa manera los programas de ajedrez pueden obtener lo mejor de ambos mundos.
Además, el desarrollo y los avances tecnológicos hicieron que el sistema de fuerza bruta continuara en alza y se intensificara mucho más en los años 90. El resultado ha sido la creación de programas mucho más sólidos, con una IA táctica realmente asombrosa, programas mucho más exactos sin apenas errores, y conducidos hacia el límite de su profundidad de búsqueda. Esto ha producido resultados extraordinarios, por lo menos en lo referente al ajedrez, dejando que las computadoras hagan lo que mejor saben hacer, calcular, en vez de intentar emular la inteligencia y conocimiento humanos. En 1997, Deep Blue, una computadora de Tipo A, derrotó al Campeón del Mundo Garry Kasparov, siendo la primera vez que una computadora derrotara al campeón del mundo en tiempos de control de torneo.
Sin embargo, a finales de los años 1990, los programadores empezaron a preferir los programas de Tipo B, y empezaron a sustituir a los de Tipo A. En 1998 se publica Rebel 10, un programa comercial de Tipo B, quien derrotó a Viswanathan Anand por 5-3, y se proclamó el segundo motor de ajedrez más fuerte del mundo aquel año. Cabe decir que de las cuatro partidas de ajedrez rápido (tiempo de control: 5 min + 5 s por jugada) que se jugaron, Rebel ganó 3 de ellas, en las dos partidas semirrápidas, quedaron 1.5-0.5 a favor de Rebel, y en la partida con tiempo de control más largo (40/2:00, 1 hora), fue Anand quien venció. De esto se puede deducir que las computadoras juegan mejor que los humanos en tiempos de control más rápidos, pero que la fuerza de los jugadores se mide con tiempos de control más largos, donde Anand demostró que los humanos siguen siendo mejores.
A principios del siglo XXI surgieron nuevos programas de ajedrez comerciales, como Deep Junior, o Fritz, quienes lograron empatar a los campeones del mundo Garry Kasparov y Vladímir Krámnik. En el 2005, Hydra, una computadora de ajedrez del Tipo B, derrotó al mejor jugador británico y séptimo mejor clasificado del mundo, Michael Adams, en un encuentro de seis partidas con un contundente resultado: 5.5 - 0.5 a favor de Hydra.

## Computadoras vs  humanos
En 1968, el MI David Levy realizó una famosa apuesta, en la cual afirmaba que ninguna computadora de ajedrez sería capaz de derrotarle en diez años, bajo condiciones de torneo. Ganó la apuesta en 1978, venciendo por 3'5-1'5 en un combate de cinco partidas a la computadora más fuerte por aquel entonces, Chess 4.7, y llevándose 1250 libras, aunque reconociendo que dentro de poco tiempo le superarían. En 1989, Levy no pudo superar a Deep Thought, derrotándole en una partida de exhibición. Sin embargo, durante un largo período en los años 1970 y los años 1980 permanecía la pregunta abierta de si un programa de ajedrez podría derrotar al más experto de los humanos.
Sin embargo, Deep Thought no estaba todavía a la altura de los mejores ajedrecistas del mundo, y en 1989 así lo demostró Garry Kasparov en dos ocasiones, hasta que por fin, en 1996, la computadora Deep Blue de IBM logró que Kasparov perdiera su primera partida contra una computadora en tiempos de control de torneo, es más, era la primera vez que una computadora derrotaba a un campeón del mundo con ritmo de juego lento. Sin embargo, después Kasparov consiguió vencer tres y empatar dos de las cinco últimas partidas, logrando la victoria sobre la computadora por 4-2.
En mayo de 1997, una versión mejorada de Deep Blue derrotó a Kasparov en un encuentro de 6 partidas por 3'5-2'5, originando un gran debate sobre si el jugador más fuerte por aquel entonces era una máquina.
Posteriormente se decía que IBM había hecho trampas utilizando un jugador humano durante la partida para incrementar la fuerza estratégica de la computadora. En 2003 se realizó un documental centrado en la confrontación, titulado Game Over: Kasparov and the Machine. IBM continúa teniendo una página web del evento. Aunque no fue un campeonato del mundo oficial, el resultado del partido frecuentemente se considera que el jugador más fuerte del mundo es una computadora. Tal reivindicación es un gran debate abierto, ya que es difícil de organizar un verdadero partido limpio hombre-máquina. Se ve como injusto que los jugadores humanos tengan que ganar su título en torneos que les enfrentan a un variado conjunto de estilo de oponente, mientras que las computadoras son ocasionalmente optimizadas para el oponente actual. También, al contrario que el contrincante humano, las computadoras tienen acceso a grandes bases de datos de aperturas y finales.
|       |       |    |       |       |       |       |       |    |  |
|       | a8    | b8 | c8    | d8    | e8    | f8    | g8    | h8 |  |
| a7    | b7    | c7 | d7    | e7    | f7    | g7    | h7 rl |    |  |
| a6    | b6    | c6 | d6    | e6    | f6 qd | g6    | h6 kd |    |  |
| a5    | b5    | c5 | d5 ql | e5    | f5    | g5 nl | h5    |    |  |
| a4    | b4    | c4 | d4 pd | e4    | f4    | g4    | h4    |    |  |
| a3 pl | b3 pl | c3 | d3    | e3    | f3 pd | g3 pl | h3 pl |    |  |
| a2    | b2    | c2 | d2    | e2    | f2 nd | g2    | h2 kl |    |  |
| a1    | b1    | c1 | d1    | e1 rd | f1    | g1    | h1    |    |  |
|       |       |    |       |       |       |       |       |    |  |

IBM desmanteló a Deep Blue después del partido y no ha vuelto a jugar desde entonces. Sin embargo, se han seguido jugando matches entre humanos y computadoras. Con el incremento de la potencia de procesado, los programas de ajedrez ejecutándose en ordenadores normales empiezan a ser rivales para los jugadores más fuertes del mundo. En 1998, Rebel 10 derrotó a Viswanathan Anand que en ese momento estaba clasificado en el segundo lugar del mundo, con un marcador de 5-3. Sin embargo, algunas de estas partidas no se jugaron con controles de tiempo habituales. De las ocho partidas, cuatro fueron partidas rápidas (cinco minutos más cinco segundos de retraso Fischer para cada movimiento) que ganó Rebel por 3-1. Hubo dos partidas semi-rápidas (quince minutos para cada bando) que Rebel ganó también (1.5-0.5). Finalmente se disputaron dos partidas lentas (cuarenta jugadas para dos horas y una hora más a finish) que ganó Anand por 0.5-1.5. Al menos en las partidas rápidas las computadoras juegan mejor que los humanos pero en controles de tiempo clásicos, en los que se determina la clasificación de un jugador, la ventaja no está tan clara.
A principios de los años 2000, los programas comercialmente disponibles como Junior y Fritz eran capaces de entablar matches contra el campeón del mundo Garry Kasparov y el campeón del mundo de ajedrez clásico Vladímir Krámnik:
- En octubre de 2002, Vladímir Krámnik se enfrentó a Deep Fritz, en un encuentro de ocho partidas en Bahrain, el cual finalizó con empate. Kramnik ganó las partidas 2 y 3 con tácticas anti-computadora convencionales (jugando conservadoramente para tener una ventaja a largo plazo que la computadora no es capaz de ver en su árbol de búsqueda). Fritz, sin embargo, hizo lo propio en la 5 después de un severo error de Kramnik. La sexta partida fue calificada por los comentaristas del torneo como "espectacular". Kramnik, que tenía ventaja al iniciarse el medio juego, sacrificó una pieza para lograr una buena posición táctica, este tipo de sacrificios son muy arriesgados contra computadoras que son muy fuertes defendiéndose contra tales ataques. En efecto, Fritz encontró una sólida defensa al ataque de Kramnik, dejándole en una mala posición. Kramnik se rindió, creyendo que la partida estaba perdida. Sin embargo, el análisis post-mortem demostró que Fritz tenía pocas posibilidades de forzar una victoria y que Kramnik efectivamente desperdició una posición de tablas. Las dos últimas partidas acabaron en tablas. Dadas las circunstancias, muchos comentaristas siguen dando a Kramnik como el jugador más fuerte del partido.
- En enero de 2003, Garry Kasparov jugó contra Junior, otro programa de ajedrez, en Nueva York. El partido terminó 3-3. En noviembre de 2003, Garry Kasparov jugó contra X3D Fritz. El partido terminó 2-2.

En 2005, Hydra, una computadora de ajedrez dedicada con hardware personalizado y sesenta y cuatro procesadores, que es capaz de calcular 40 millones de posiciones por segundo, ganadora del 14º IPCCC en 2005, ganó a Michael Adams (séptimo en las listas mundiales) con un contundente 5.5-0.5. Aunque la preparación de Adams estaba lejos de la de Kramnik en 2002. Algunos comentaristas creían que Hydra será definitivamente claramente superior a los mejores jugadores humanos o si no lo será su directo sucesor. El encuentro tuvo lugar en el centro de conferencias de Wembley (Londres).
En noviembre-diciembre de 2006, el campeón del Mundo Vladímir Krámnik jugó contra Deep Fritz. Esta vez ganó la computadora por 2-4.
En marzo de 2007, Nueva Jersey, el GM Jaan Ehlvest (2610) se enfrentó al módulo Rybka (3020 elo aprox.), finalizando 2.5 - 5.5 a favor de Rybka.

## Tablas de finales
Las computadoras, desde sus inicios, analizaban completamente las posiciones de los finales. Las bases de datos de finales están generadas por adelantado usando el análisis retrospectivo, empezando con posiciones donde el resultado final es conocido (por ejemplo en posiciones donde un bando ha ganado por jaque mate), y analizar qué movimientos han conducido a la combinación final de piezas. Ken Thompson, más conocido por ser uno de los creadores del sistema operativo UNIX, fue uno de los pioneros en este tema.
Durante mucho tiempo, los programas de ajedrez tuvieron graves problemas al jugar los finales, y eran muy débiles en dicho tramo de la partida, debido a la necesidad de una alta profundidad de búsqueda. Con distintos programas de alto nivel fueron incapaces de vencer en posiciones que cualquier humano de nivel intermedio sería capaz de ganar.
A veces, los resultados de los análisis de las computadoras sorprenden a las personas. En 1977, Belle, la máquina de ajedrez de Ken Thompson, usando la tabla de finales KQKR, logró empatar una posición, en teoría perdida, de Rey y Torre contra Rey y Dama, contra varios jugadores norteamericanos profesionales.
Muchos Grandes Maestros rehusaron jugar contra la computadora en los finales de dama contra torre, pero Walter Browne aceptó el desafío. En la partida se produjo un final de dama contra torre, donde la dama podía ganar en treinta movimientos, con un juego perfecto. Browne disponía de dos horas y media para jugar cincuenta movimientos. Después de cuarenta y cinco movimientos, Browne aceptó las tablas, siendo incapaz de forzar el mate o ganar la torre en los siguientes cinco movimientos. En la posición final, Browne estaba todavía a diecisiete movimientos de conseguir el jaque mate, pero no muy lejos de capturar la torre. Browne analizó el final, y jugó contra la computadora una semana más tarde. Esta vez, capturó la torre en el movimiento cincuenta, finalizando con una posición ganadora.
Los avances en las tablas de finales de Ken Thompson, produjeron que, a principios de los años 80, se cambiara la regla de los cincuenta movimientos, al demostrar que ciertos finales necesitaban más de cincuenta movimientos para poder vencer, como el final de rey, torre y alfil, contra rey y torre.
Con el paso del tiempo se han ido publicando otros formatos de bases de datos de finales, incluyendo la base de datos Edward, la base de datos De Koning (publicada en 2002) y las bases de datos Nalimov, que es el formato más utilizado en la actualidad, soportado por la mayoría de los programas de ajedrez como Shredder y Fritz. Casi todos los finales de seis o menos de seis piezas, y varios de siete piezas, han sido analizados por completo.
Las bases de datos se crean almacenando en la memoria valores de las posiciones, y usando estos resultados para podar los finales de los árboles de búsqueda si surgieran de nuevo. Aunque el número de posibles partidas después de que un número de movimientos aumente exponencialmente con el número de jugadas, el número de las posibles posiciones con unas pocas piezas es exponencial solamente en el número de piezas - y eficazmente limitado, sin embargo algunas jugadas de los finales son analizadas. El tener que recordar el valor de todas las posiciones obtenidas con anterioridad significa que el factor limitante para resolver finales se reduce simplemente a la cantidad de memoria disponible en el ordenador. Es por ello que mientras los tamaños de las memorias de los ordenadores continúen aumentando, no hay razón para creer que los finales de elevada complejidad no continúen resolviéndose.
Una computadora que usa estas bases de datos va, al alcanzar la posición en ellas, a poder jugar perfectamente, e inmediatamente determinar si la posición acaba en victoria, derrota, o tablas. El conocimiento de si la posición acaba en victoria, derrota, o tablas, también es útil de antemano, puesto que puede ayudar a la computadora a evadir o encaminarse hacia dichas posiciones dependiendo de la situación.
Las tablas de finales tomaron gran importancia en 1999, cuando Kasparov jugó una partida de exhibición en Internet contra el Resto del Mundo, en la cual hubo cierta polémica. En dicha partida llegaron a un final de siete piezas, Reina y Peón, cuando el Resto del Mundo intentaba conseguir unas tablas. Eugene Nalimov colaboró generando el final de seis piezas cuando ambos bandos tenían dos Reinas, lo cual ayudó en gran medida al análisis.

## Cuestiones de implementación de computadoras de ajedrez
Los desarrolladores de sistemas de computadoras de ajedrez tienen que decidir varias cuestiones de implementación fundamentales. Estas son:
- Representación del tablero: cómo se representa una posición simple en estructuras de datos.
- Técnicas de búsqueda: cómo identificar los posibles movimientos y seleccionar los más prometedores para examinarlos posteriormente.
- Evaluación de hojas: cómo evaluar el valor de una posición del tablero, si no se hace una búsqueda posterior.

Los programadores también necesitan decidir si utilizarán bases de datos de finales u otras optimizaciones y a menudo implementar estándares de ajedrez comunes de facto.

### Representación del tablero
La estructura de datos utilizada para representar cada posición de ajedrez es clave para el rendimiento de la generación de movimientos y la evaluación de posiciones. Los métodos incluyen el almacenamiento de las piezas en un array, las posiciones de las piezas en una lista ("lista de piezas"), colecciones de conjuntos de bits para la localización de piezas y posiciones codificadas con codificación Huffman para compactar el almacenamiento a largo plazo.

### Técnicas de búsqueda
Los programas de ordenador de ajedrez consideran los movimientos como un árbol de juego. En teoría, examinan todos los movimientos y entonces todos los contramovimientos a éstos y después todos sus respectivos contramovimientos, y así sucesivamente, donde cada movimiento individual se llama "hebra" o "ply". Esta evaluación continúa hasta que llega a una "hoja" final que es evaluada.
Sin embargo, una implementación simplista de esta técnica nunca se terminaría en una cantidad de tiempo práctica, como consecuencia de esto se han ideado varios métodos para aumentar la velocidad de búsqueda para buenos movimientos.
Para más información, ver:
- Algoritmo minimax
- Podado alfa-beta
- Heurística asesina
- IDDFS
- Heurística de movimiento nulo
- Reducciones de movimiento tardío

### Evaluación de hojas
Para muchas posiciones de ajedrez, los ordenadores no pueden considerar todas las posibles posiciones. En vez de ello, tienen que seguir unas cuantas hebras y entonces evaluar la posición final en el tablero. El algoritmo que evalúa las posiciones finales se denomina función de evaluación y estos algoritmos frecuentemente son enormemente diferentes entre los distintos programas de ajedrez.
Las funciones de evaluación típicamente evalúan posiciones en centésimas de peón y consideran el valor del material junto con otros factores que afectan la fuerza de cada bando. Cuando se cuenta el material de ambos bandos, los valores típicos para piezas son 1 punto para un peón, 3 puntos para los caballos y los alfiles, 5 puntos para las torres y 9 puntos para una dama. Por convención, una evaluación positiva favorece a las blancas y una negativa a las negras.
Al rey algunas veces se le da un valor arbitrario alto como 200 puntos (artículo de Claude Shannon) o 1.000.000 de puntos (programa de la URSS de 1961) para asegurar que un mate sobrepasa al resto de factores. Las funciones de evaluación tienen en cuenta muchos factores, como la estructura de peones, la pareja de alfiles, la centralización de las piezas, etc. También se suele considerar la protección del rey, así como la fase en la que se encuentra la partida (apertura, medio juego o final).

### Utilizando bases de datos de finales
Algunos operadores de computadoras de ajedrez han apuntado que las bases de datos de finales tienen el potencial de debilitar el rendimiento en computadoras de ajedrez si se utilizan incorrectamente. Como algunas posiciones son analizadas como victorias forzadas por un bando, el programa evitará las posiciones del bando perdedor a toda costa. Sin embargo, muchos finales sólo son forzados con un juego muy preciso, donde incluso un ligero error produciría un resultado diferente. Consecuentemente, muchas máquinas modernas jugarán muchos finales suficientemente bien para sus propios intereses. Un síntoma de este problema es que los ordenadores pueden abandonar demasiado pronto porque ven que están siendo forzados en una posición que está perdida teóricamente (aunque pueden estar a treinta o más movimientos del final de la partida y a muchos oponentes humanos les costaría mucho ganar en ese tiempo). Esta observación sólo es relevante cuando un programa de ordenador está en una situación donde tiene que elegir entre dos movimientos perdedores, uno de los cuales de hecho es más difícil para el oponente, pero conduce a una posición en la base de datos con un valor conocido y es incluso de mucha menor importancia.
Las bases de datos de Nalimov no consideran la regla de los cincuenta movimientos, en la que una partida donde pase cincuenta movimientos sin una captura o sin mover un peón pueda ser reclamada como tablas por un jugador. Esto da como resultado una base de datos que devuelve resultados como "Mate forzado en 66 movimientos" en algunas posiciones que serían tablas debido a la regla de los cincuenta movimientos. Sin embargo, una máquina correctamente programada conoce la regla de los cincuenta movimientos y en ningún caso utilizando una base de datos de finales elegiría el movimiento que conduciría a la victoria más rápida (incluso si sobrepasara la regla de los cincuenta movimientos con un juego perfecto). Si jugando con un oponente no se utiliza una base de datos de finales, tales elecciones darían buenas oportunidades de victoria dentro de la regla de los cincuenta movimientos.
Una razón para esto es que si las reglas del ajedrez cambiara otra vez, dando más tiempo para ganar tales posiciones, no sería necesario regenerar todas las bases de datos. También sería muy fácil para el programa utilizar las bases de datos para notar y tener en cuenta esta 'característica'.
Las bases de datos de Nalimov, que utilizan el estado del arte de las técnicas de compresión, necesitan 7.05 GB de espacio en disco duro para todos los finales de cinco piezas. Para cubrir todos los finales de seis piezas necesita aproximadamente 1.2 terabyte. Se estima que las bases de datos de siete piezas necesitarán más capacidad de almacenamiento de la que estará disponible en el futuro previsible.
Es sorprendente, pero fácilmente comprobable, que sin una base de datos de finales incluso computadoras de ajedrez más fuertes puedan fallar a la hora de encontrar un plan ganador incluso en finales con seis o menos piezas, cuando necesitan más movimientos que el horizonte de cálculo para conseguir un jaque mate, una ganancia de material o el avance de un peón. Muchos finales necesitan más movimientos que su horizonte de cálculo.

### Otras optimizaciones
Muchas otras optimizaciones se pueden utilizar para realizar programas de ajedrez más fuertes. Por ejemplo, las tablas de transposiciones se utilizan para grabar posiciones que ya han sido evaluadas, para evitar recalcularlas. Las tablas de refutación almacenan movimientos clave que "refutan" lo que parece ser un buen movimiento, éstas se utilizaron por primera vez en las variantes (ya que un movimiento que refuta una posición es probable que refute otra). Los libros de aperturas ayudan a los programas de computadoras dando las aperturas comunes que son consideradas buenas (y buenos caminos contra las aperturas más pobres).
Por supuesto, con hardware de más velocidad y procesadores adicionales se puede mejorar la capacidad de los programas de ajedrez y algunos sistemas (como Deep Blue) utilizan hardware especializado en ajedrez en vez de únicamente implementaciones software.

### Estándares
Los programas de ajedrez para computadoras normalmente soportan varios estándares comunes de facto. Casi todos los programas actuales pueden leer y escribir movimientos de ajedrez en el formato PGN y puede leer y escribir posiciones individuales en formato FEN. Los antiguos programas de ajedrez frecuentemente sólo comprenden la notación algebraica larga, pero los usuarios actuales esperan que los programas de ajedrez comprenda la notación algebraica convencional.
Muchos programas de computadora de ajedrez se dividen en un motor (que calcula el mejor movimiento de la posición actual) y una interfaz de usuario. Muchos motores están separados de la interfaz de usuario y las dos partes se comunican entre sí utilizando un protocolo de comunicación público. El protocolo más popular es el protocolo Xboard/Winboard Communication. Otro protocolo abierto de comunicación de ajedrez alternativo es el Universal Chess Interface. Dividiendo los programas de ajedrez en estas dos piezas, los desarrolladores sólo tienen que programar la interfaz de usuario o el motor, sin la necesidad de escribir ambas partes del programa.

### Fuerza de juego contra velocidad de proceso
Se ha estimado que al doblar la velocidad de computación se gana aproximadamente entre cincuenta y setenta puntos de Elo en fuerza de juego.
Sin embargo, esto se aplica principalmente a matches entre computadoras y no a matches entre computadoras y humanos, donde este incremento sería bastante menor.

## Otros software de ajedrez
Hay numerosos software relacionados con ajedrez:
- Visores de partidas de ajedrez: permiten a los jugadores visualizar una partida transcrita en un ordenador. Muchos programas que juegan al ajedrez también pueden ser utilizados para estre propósito, pero existen programas especializados.
- Software para enseñanza de ajedrez: son diseñados especialmente para la enseñanza del ajedrez.
- Bases de datos de ajedrez: sistemas que permiten la búsqueda de una gran biblioteca de partidas históricas. La Shane's Chess Information Database (Scid) es un buen ejemplo de una base de datos de ajedrez. Scid puede utilizarse con Microsoft Windows, UNIX, Linux y Mac OS X. También hay bases de datos comerciales, como ChessBase y Chess Assistant para Windows y ExaChess para Mac OSX.
- Software para gestionar problemas de ajedrez: Estos programas están diseñados para ayudar a los jugadores a resolver y gestionar problemas de ajedrez, ofreciendo una variedad de retos y ejercicios para mejorar el pensamiento estratégico y táctico.

## Ajedrez avanzado
El ajedrez avanzado es una forma de ajedrez desarrollada en 1998 por Kasparov donde un humano juega contra otro humano y ambos tienen acceso a ordenadores para aumentar su fuerza. El jugador "avanzado" resultante argumentaba Kasparov que sería más fuerte que un humano o una computadora en solitario, aunque esto no ha sido probado.
El jugador de ajedrez avanzado se llama Centauro (hombre + ordenador).

## Torneos de ajedrez avanzado
En los últimos años se han producido numerosos torneos en todo el mundo de ajedrez avanzado. Los más importantes fueron, sin duda, el PAL/CSS Freestyle-Tournament, patrocinado por el Grupo PAL en Abu Dhabi (Emiratos Árabes Unidos). Estos torneos mundiales se celebraron en el Playchess servidor web (ChessBase) y han tenido un muy alto nivel de juego, tal vez el más alto jamás visto en un juego de ajedrez con el control de tiempo. Estos son los ganadores en orden cronológico: Zacks (Steven Cramton y Zackary Stephen, Estados Unidos), Zorchamp (Hydra, Emiratos Árabes Unidos), Rajlich (Vasik Rajlich, Hungría), Xakru (Jiri Dufek, República Checa), Flying Saucers (Daniel Nielsen, Dinamarca), Rajlich (Vasik Rajlich, Hungría), Ibermax (Anson Williams, Inglaterra), Ultima (Eros Riccio, Italia). Torneos similares también fueron organizadas por FICGS y Infinity Chess.
Con base en los resultados obtenidos en los torneos de ajedrez avanzado, fue desarrollado por Infinity Chess una especial clasificación Elo para los centauros, que ve el primer lugar Sephiroth (Eros Riccio) con 2755 puntos Elo.

## Teóricos de computación en ajedrez
Los teóricos en computación de ajedrez más conocidos son:
- D. F. Beal
- David Levy
- Robert Hyatt  (autor del programa de código abierto Crafty)
- Hans Berliner
- Claude Elwood Shannon

## El futuro del ajedrez por computadora
Un campo de investigación potencialmente fructífero es la computación distribuida, en la que muchos ordenadores están trabajando conjuntamente a través de Internet y cada uno tiene la tarea de una pequeña sección del árbol de búsqueda al completo para analizar. El proyecto principal es el proyecto ChessBrain, que consiguió un récord del mundo en 2004 con el mayor número de ordenadores jugando una partida de ajedrez simultáneamente (2.070).

## Resolución del ajedrez
La perspectiva de resolver completamente el ajedrez es considerada de manera remota. Existe una conjetura ampliamente aceptada de que no hay un método computacionalmente permisible para resolver el ajedrez en sentido débil y así, la idea de resolver el ajedrez en sentido fuerte de obtener una descripción prácticamente utilizable de una estrategia para un juego perfecto para ambos bandos no parece ser realista hoy en día. Sin embargo, debería considerarse que no se ha probado que haya un camino computacionalmente asequible de determinar el mejor movimiento en una posición de ajedrez, ni se ha probado matemáticamente que un algoritmo tradicional alfa-beta con el hardware actual pueda resolver la posición inicial en una cantidad de tiempo aceptable. La dificultad de probar esto radica en el hecho de que, mientras el número de posiciones en el tablero que pueden ocurrir en el curso de una partida de ajedrez es alto (del orden de 1040), es difícil de establecer las reglas con rigurosidad matemática para decir que la posición inicial permita a un bando forzar un mate o una triple repetición después de unos cuantos movimientos, el árbol de búsqueda sólo podrá incluir un pequeño subconjunto dentro de todo el conjunto de posiciones posibles. De hecho, se puede decir certeramente que no hay nada que indique una posibilidad práctica de resolución del ajedrez en el presente en cualquier sentido de la palabra.

## Cronología de las computadoras de ajedrez
| Año       | Acontecimiento |
| 1769      | Wolfgang von Kempelen construye El Turco, que se convierte en uno de los mayores engaños de este periodo |
| 1868      | Charles Hooper presentó el autómata Ajeeb, que también tenía un jugador humano escondido en su interior. |
| 1912      | Leonardo Torres Quevedo construye una máquina que jugaba finales de Rey y torre contra Rey |
| 1948      | El libro de Norbert Wiener Cybernetics describe cómo se podría desarrollar un programa de ajedrez utilizando una búsqueda de profundidad limitada minimax con una función de función de evaluación. |
| 1950      | Claude Shannon publica "Programación de una Computadora para Jugar al Ajedrez", uno de los primeros artículos sobre el problema de la computadora de ajedrez. |
| 1951      | Alan Turing desarrolla en papel el primer programa capaz de jugar una partida completa de ajedrez. |
| 1952      | Dietrich Prinz desarrolla un programa que resolvía problemas de ajedrez. |
| 1956      | Ajedrez Los Álamos es el primer programa en jugar algo parecido al ajedrez, desarrollado por Paul Stein y Mark Wells para la computadora MANIAC I. |
| 1956      | John McCarthy inventa el algoritmo de búsqueda alfa-beta. |
| 1958      | NSS se convierte en el primer programa de ajedrez en usar el algoritmo de búsqueda alfa-beta. |
| 1958      | Se desarrollaron los primeros programas que podían jugar una partida completa de ajedrez, uno por parte de Alex Bernstein y otro por parte de programadores rusos utilizando un BESM. |
| 1962      | Aparece el primer programa en jugar aceptablemente, el Kotok-McCarthy publicado en el MIT. |
| 1966-1967 | Se juega el primer partido entre programas de computadoras. El Ìnsitudo de Física Teórica y Experimental (ITEP) de Moscú derrotó al Kotok-McCarthy en la Universidad de Stanford por telégrafo después de nueve meses de juego. |
| 1967      | El programa MacHack de Richard Greenblatt y otros introduce tablas de transposición y se convierte en el primer programa en derrotar a una persona en torneo. |
| 1970      | Primera edición del Campeonato de Computadoras de Ajedrez de Norteamérica (ACM). |
| 1974      | Kaissa gana el primer Campeonato del Mundo de Computadoras de Ajedrez. |
| 1977      | Se crea la primera máquina microcomputadora que juega al ajedrez: CHESS CHALLENGER. "Se cree que 1.000 unidades compusieron esta primera serie cuya característica más destable es que la numeración de filas y columnas estaba situada permutada, es decir, las columnas estaban denominadas con números del 1 al 8 y las filas con letras de la A a la H. Las jugadas se introducen mediante teclado, insertando la casilla origen y luego la de destino. La computadora indica sus jugadas en el display mediante el sistema de coordenadas. El sistema resultaba muy lioso para los ajedrecistas ya que al estar invertido el sistema de coordenadas resultaba difícil adaptarse. La computadora disponía de un único nivel de juego. En el mismo año 1977 y debido al éxito de ventas que supuso se lanzó la Chess Challenger 3, con tres niveles de juego y con el sistema de coordenadas corregido al convencional. Con estas primeras computadoras era posible realizar jugadas ilegales y capturar el rey dado que el programador no contempló estas circunstancias. El fabricante fue Fidelity Elecronics y el programador Ron Nelson" |
| 1977      | Creación de la Asociación Internacional de Computadoras de Ajedrez. |
| 1977      | Chess 4.6 se convierte en la primera computadora de ajedrez en conseguir un éxito en un gran torneo de ajedrez. |
| 1980      | Primera edición del Campeonato del Mundo de Microcomputadoras de Ajedrez |
| 1980      | Creación del Premio Fredkin. |
| 1981      | Cray Blitz gana el Campeonato Estatal de Misisipi con un marcador perfecto de 5-0 y una actuación de 2258 puntos de ELO. En la ronda 4 derrotó a Joe Sentef (2262) convirtiéndose en la primera computadora en ganar a un maestro en un torneo y en la primera computadora en conseguir la calificación de maestro. |
| 1982      | El hardware de ajedrez de Ken Thompson, Belle, consiguió el título de Maestro de EE. UU. |
| 1988      | HiTech desarrollada por Hans Berliner y Carl Ebeling gana un partido contra el Gran Maestro Arnold Denker por 3.5 - 0.5. |
| 1988      | Deep Thought comparte en primer puesto con Tony Miles en el Campeonato de herramientas Software, por delante del campeón del mundo de ajedrez Mikhail Tal y varios grandes maestros como Samuel Reshevsky, Walter Browne, Ernst Gruenfeld y Mijaíl Naumóvich Gurévich. También derrotó al gran maestro Bent Larsen, siendo la primera computadora en ganar a un GM en un torneo. Su actuación de ELO en este torneo fue de 2745, la más alta obtenida hasta ese momento por una computadora. |
| 1989      | Deep Thought pierde dos partidas de exhibición contra Gari Kaspárov, el campeón del mundo reinante en ese momento. |
| 1992      | Primera vez que una microcomputadora, la máquina Gideon 3.1 de Ed Schroeder, gana el 7º Campeonato del Mundo de Computadoras de Ajedrez contra mainframes, supercomputadoras y hardware especial. |
| 1997      | Deep Blue gana un partido a seis partidas contra Gari Kaspárov +2-1=3 (ver ). |
| 2002      | Vladímir Krámnik entabla un partido a ocho partidas contra Deep Fritz. |
| 2003      | Kaspárov entabla un partido a seis partidas contra Deep Junior. |
| 2003      | Kaspárov entabla un partido a cuatro partidas contra X3D Fritz. |
| 2005      | Hydra derrota a Michael Adams por un contundente 5.5-0.5. |
| 2005      | Un equipo de computadoras (Hydra, Deep Junior y Fritz), gana 8.5-3.5 contra un fuerte equipo de humanos formado por Veselin Topalov, Ruslán Ponomariov y Serguéi Kariakin, que tenía una media de ELO de 2681. |
| 2006      | En el campeonato del mundo oficioso, Vladímir Krámnik es derrotado por Deep Fritz 4-2. |